# بهبودی ناگهانی‌اش
بهبودی ناگهانی‌اش (انگلیسی: His Sudden Recovery) یک فیلم کمدی صامت کوتاه به کارگردانی آرتور هاتلینگ است که در سال ۱۹۱۴ منتشر شد. از بازیگران این فیلم می‌توان به اولیور هاردی و جولیا کَلهون اشاره کرد.